# Nils Voss
Nils Knutsen Voss (-Repål) (Voss, 1886. február 22. – Sandnes, 1969. október 7.) olimpiai bajnok norvég tornász.
Az 1912. évi nyári olimpiai játékokon indult tornában és csapat összetettben szabadon választott szerekkel olimpiai bajnok lett.
Klubcsapata a Stavanger Turnforening volt.